# Ophiomyia cunctata
Ophiomyia cunctata är en tvåvingeart som beskrevs av Friedrich Georg Hendel 1920. Ophiomyia cunctata ingår i släktet Ophiomyia och familjen minerarflugor.
Artens utbredningsområde är Österrike. Arten är reproducerande i Sverige. Inga underarter finns listade i Catalogue of Life.